# Саломеа Изаковер
Саломеа Гутман-Изаковер по баща Ретих (на немски: Salomea Gutmann-Isakower Rettich) е австрийски лекар и психоаналитик.

## Биография
Родена е през 1888 година в Галиция, Австро-Унгария, в семейството на еврейския лекар Симон Ретих. Първоначално учи медицина като специализира в Краков нервни и психични заболявания. Омъжва се за своя колега Феликс Гутман, но 11 години по-късно се развеждат. Тогава се премества и започва работа в психиатрична клиника, където е и Паул Шилдер. Отваря си частна практика през 1928 г. и става асоцииран член на Виенското психоаналитично общество, а от 1933 и пълноправен член. Докато е там анализира Едит Биксбаум. Омъжва се за друг психоаналитик Ото Изаковер през 1938 и след аншлуса на Австрия с Германия напускат страната и отиват в Ливърпул. Там тя става член на Британското психоаналитично общество. Сътрудничи си активно с Майкъл Балинт в Манчестърския център за обучение. През 1941 напуска със съпруга си Англия и заминава за Ню Йорк. Там става член на Нюйоркското психоаналитично общество и преподава.
Умира на 20 февруари 1974 година в Ню Йорк на 86-годишна възраст.